# Kagemni
Kagemni (Kurzform Gemni, „schöner Name“ Memi) war ein altägyptischer Wesir unter Pharao Teti (6. Dynastie).

## Lehre für Kagemni
Kagemni ist wahrscheinlich mit dem Wesir gleichen Namens aus der Lehre für Kagemni identisch, die nur durch eine Handschrift, dem Papyrus Prisse aus dem Mittleren Reich, überliefert ist. Dort wird Kagemni in die Zeit der Könige Huni und Snofru (3./4. Dynastie) gesetzt, allerdings ist ein Wesir Kagemni aus dieser Zeit nicht bekannt. Es ist anzunehmen, dass die Lehre erst gegen Ende des Alten Reiches verfasst und Kagemni als Empfänger fiktiv zugeschrieben wurde.

## Familie
In seinem Grab in Sakkara wird kein Vater erwähnt. Als Verfasser der Lehre für Kagemni (und damit als Kagemnis Vater) wird ein Wesir namens Kairsu in Betracht gezogen, der in der Lehre des Papyrus Chester Beatty IV als berühmter Weiser neben Ptahhotep erscheint. Kairsu wird auch auf einem Relief in Sakkara (Daressy Fragment) abgebildet, das „berühmte Männer der Vergangenheit“ zeigt.
Kagemnis Gemahlin Nebtinubchet Seschseschet war eine Tochter von Pharao Teti und wird auf einem Relief im Grab ihres Gatten dargestellt. Sie trug den Titel einer leiblichen Königstochter.

## Grab und Totenkult
Die Mastaba des Kagemni befindet sich im Teti-Bezirk in Sakkara, nördlich der Teti-Pyramide. Sie ist 32,5 × 33,3 Meter groß und umfasst 10 recht unterschiedlich gebaute Innenräume. Die südlich gelegene Drei-Pfeiler-Halle zeigt Tanz-, Jagd- und Bootszenen. In den anderen Räumen finden sich unter anderem Vogelfang-, Fischfang- und Opferszenen. Auf einer Darstellung wird ein seltenes rituelles Trompetenspiel gezeigt, das während des Totenkultes aufgeführt wurde. Im Nordostteil des Grabes führt eine ins Mauerwerk eingebaute „Himmelstreppe“ auf das Dach, wo zwei 11 Meter lange schiffsförmige Gruben eingelassen sind, die vermutlich für die Sonnenbarken vorgesehen waren.
In unmittelbarer Nähe des Grabes haben sich Spuren einer besonderen göttlichen Verehrung erhalten, die von der Herakleopolitenzeit bis ins frühe Mittlere Reich reichen.